# Hypsugo macrotis
Hypsugo macrotis (Temminck, 1840) è un pipistrello della famiglia dei Vespertilionidi diffuso nell'Ecozona orientale.

## Descrizione

### Dimensioni
Pipistrello di piccole dimensioni, con la lunghezza della testa e del corpo di 40 mm, la lunghezza dell'avambraccio tra 33 e 34 mm, la lunghezza della coda di 34 mm, la lunghezza del piede di 7,2 mm, la lunghezza delle orecchie di 14,1 mm.

### Aspetto
La pelliccia è di media lunghezza. Le parti dorsali sono bruno-rossastre, con la base dei peli marrone scura, mentre le parti ventrali sono più chiare. Il muso è corto e largo.  Le orecchie sono grandi, larghe e triangolari con l'antitrago ben sviluppato. Il trago è corto, largo ed con la punta piegata in avanti. Le membrane alari sono bianche, semi-trasparenti e attaccate posteriormente alla base dell'alluce. La punta della lunga coda si estende leggermente oltre l'ampio uropatagio, il quale è semi-trasparente e leggermente brunastro. Il calcar è provvisto di un piccolo lobo terminale.

## Biologia

### Alimentazione
Si nutre di insetti talvolta su distese fangose lungo le coste.

## Distribuzione e habitat
Questa specie è diffusa nella Penisola malese occidentale, Sumatra nord-orientale, Enggano, Nias, Giava, Bali e Lombok.
Vive probabilmente nelle Mangrovie.

## Conservazione
La IUCN Red List, considerata la mancanza di informazioni recenti sullo stato della popolazione, i requisiti ecologici e le eventuali minacce, classifica H.macrotis come specie con dati insufficienti (DD).